# Miami New Times
Miami New Times je bezplatný týdeník publikovaný v Miami, který je distribuován každý čtvrtek. Sídlí v miamském obvodu Wynwood Art District. Magazín v roce 1987 získala společnost Village Voice Media (New Times Media). Tehdy se jednalo o čtrnáctidenní noviny nazvané Wave. Roku 2010 byl editorem týdeníků Chuck Strouse, dřívější reportér Miami Herald. Noviny získaly řadu ocenění, včetně prvního místa v mezi týdeníky od Investigative Reporters and Editors (2008) za článek o Julii Tuttle Causeway. Mezi dřívější přispěvatele do Miami New Times patřili například Steve Almond, Pete Collins, Jim DeFede, Ben Greenman, Robert Andrew Powell, Sean Rowe a Kirk Semple.